# Unitær matrix
I lineær algebra er en unitær matrix en n gange n kompleks matrix U, der opfylder
{\displaystyle U^{*}U=UU^{*}=I_{n},}
hvor {\displaystyle I_{n}} er identitetsmatricen og {\displaystyle U^{*}} er den Hermitisk adjungerede (også kaldet den konjugerede transponerede) af U. Kravet siger, at en matrix U er unitær, hvis den har en invers, der er lig med den Hermitisk adjungerede {\displaystyle U^{*}}.
En unitær matrix i hvilken alle indgange er reelle er det samme som en ortogonalmatrix. Præcis som en ortogonalmatrix G bevarer det (reelle) indre produkt af to reelle vektorer,
{\displaystyle \langle Gx,Gy\rangle =\langle x,y\rangle ,}
opfylder en unitær matrix U, at
{\displaystyle \langle Ux,Uy\rangle =\langle x,y\rangle }
for alle komplekse vektorer x og y, hvor <.,.> nu er det Euklidiske indre produkt på {\displaystyle \mathbb {C} ^{n}}. Hvis {\displaystyle A} er en n gange n-matrix er følgende udsagn ækvivalente:
1. {\displaystyle A} er unitær.
2. {\displaystyle A^{*}} er unitær.
3. Søjlerne i {\displaystyle A} danner en ortonomalbasis for {\displaystyle \mathbb {C} ^{n}} med hensyn til det Euklidiske indre produkt.
4. {\displaystyle A} er en isometri med hensyn til normen fra dette indre produkt.

Det følger af isometriegenskaben, at alle egenværdier af en unitær matrix er komplekse tal med absolut værdi 1 (de ligger på enhedscirklen med centrum 0 i det komplekse plan.) Det samme gælder determinanten.
Alle unitære matricer er normale, og spektralsætningen gælder derfor for dem. Det vil sige, at enhver unitær matrix U kan skrives på formen
{\displaystyle U=V\Sigma V^{*}},
hvor {\displaystyle V} er unitær og {\displaystyle \Sigma } er unitær og en diagonalmatrix.
For ethvert n, danner mængden af alle n gange n unitære matricer med matrixmultiplikation en gruppe.